# برنارد بيرنير
برنارد بيرنير هو عالم إنسان كندي، ولد في 1942.